# Consoles de jeux vidéo de neuvième génération
Dans l'histoire des consoles de jeux vidéo, la neuvième génération a débuté en 2020 avec la sortie des consoles PlayStation 5 du constructeur japonais Sony, Xbox Series de l'américain Microsoft,.
La génération de la Nintendo Switch n'est pas clairement définie. En effet, la console est sortie en mars 2017, bien avant la sortie de la PlayStation 5 et de la Xbox Series, notamment du fait de l'échec commercial de la Wii U de Nintendo. De plus, comme pour la Wii, la Nintendo Switch ne s'inscrit pas dans la même stratégie technologique. Ainsi, la Switch est généralement considérée comme membre de la huitième génération de consoles en raison de sa puissance plus faible.
La Nintendo Switch 2, sortie le 5 juin 2025, pourrait s’inscrire dans cette neuvième génération ou dans la dixième génération.

## Consoles de salon

### PlayStation 5

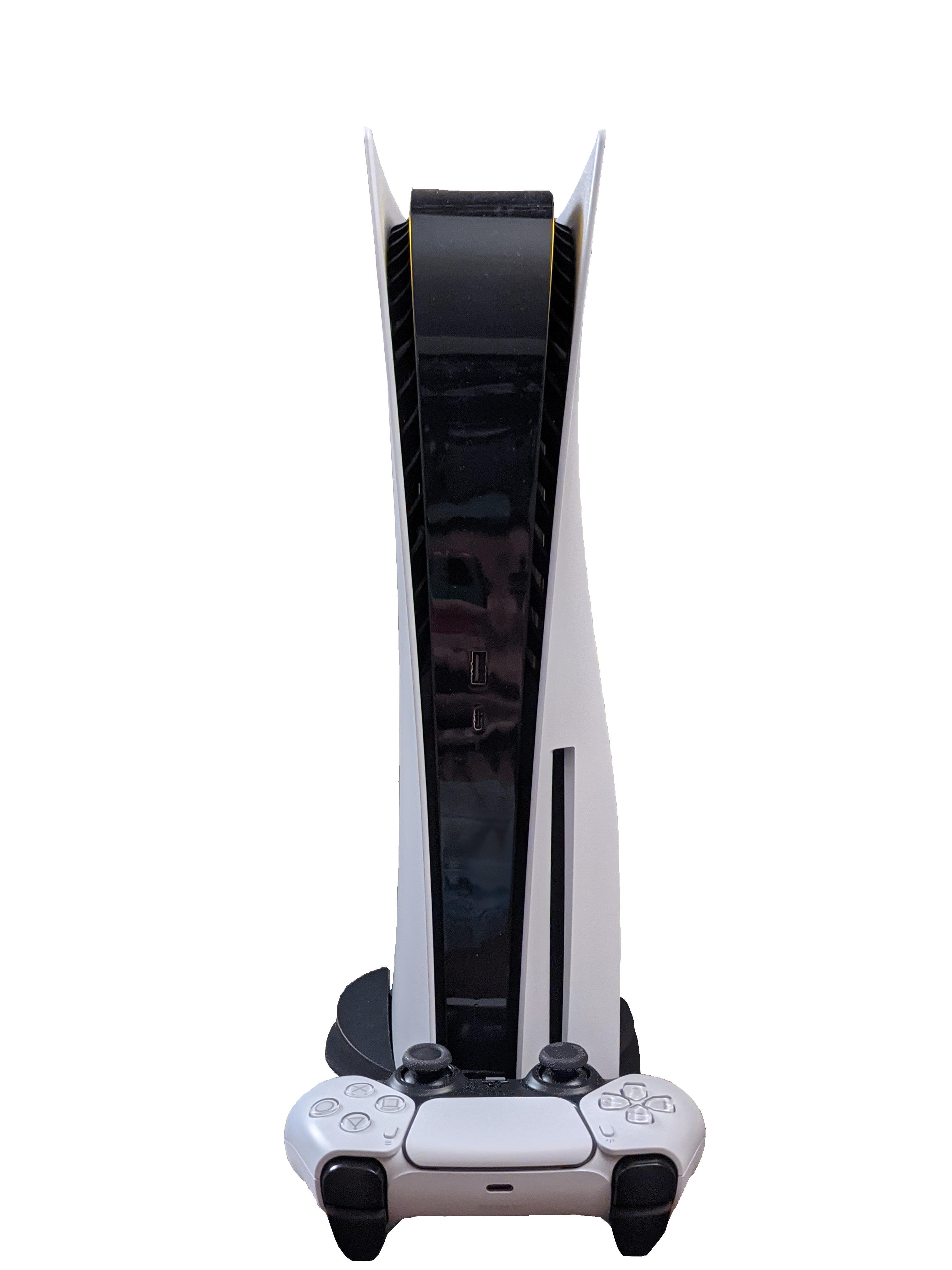
La console PlayStation 5

La PlayStation 5 qui succède à la PlayStation 4, a été annoncée le 16 avril 2019. Elle est commercialisée le 12 ou le 19 novembre 2020 selon les régions du monde. En plus du modèle original doté d'un lecteur Blu-ray, un modèle sans lecteur est commercialisé : la PlayStation 5 Digital.

### Xbox Series X/S

Logo des consoles Xbox Series X et S

Xbox Series est la gamme de consoles de neuvième génération, comprenant la Xbox Series X et la Xbox Series S, développée et fabriquée par Microsoft, sortie le 10 novembre 2020. Ces consoles succèdent à la Xbox One sortie en 2013.

### Atari VCS

Logo de la console Atari VCS

L'Atari VCS est un produit hybride entre une console de jeux vidéo, un ordinateur personnel et un décodeur de télévision produite par Atari et sorti initialement le 14 décembre 2020. Sa conception est basée sur l'Atari 2600 et son aspect bois. La console offre une connectivité sur la télévision.

## Consoles hybrides

### Steam Deck

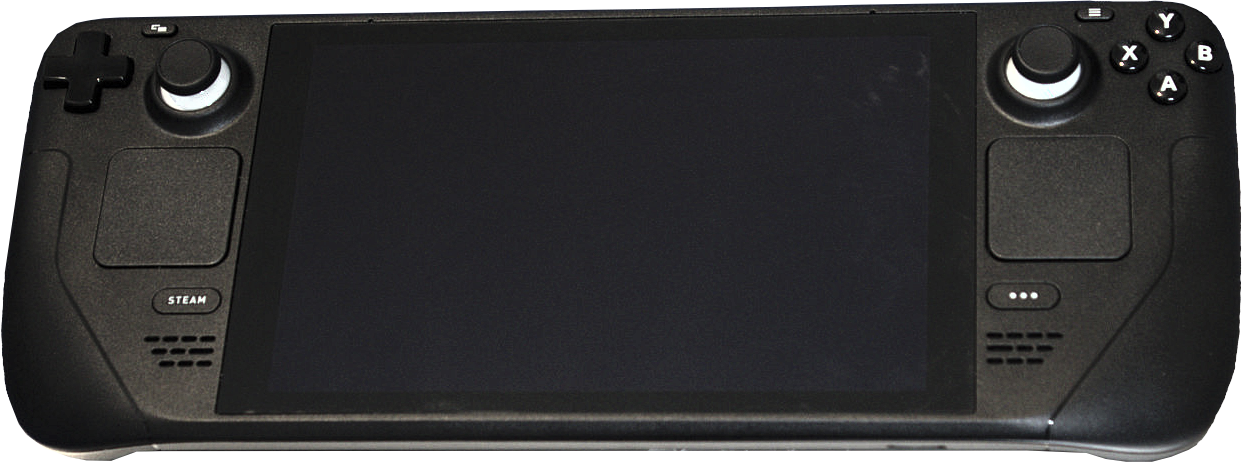
La console Steam Deck

Le Steam Deck est une console de jeu vidéo hybride produite par Valve, annoncée le 15 juillet 2021. Il se présente comme une console portable pouvant être relié à une station d'accueil, pour connecter un écran externe et autres périphériques. La console est commercialisée le 25 février 2022.

### Ayaneo
Les Ayaneo sont des consoles de jeu vidéo hybrides produites par la société chinoise Ayaneo. Elles fonctionnent sous Windows et sont dotées d'écrans LCD 7 pouces.

### OneXPlayer

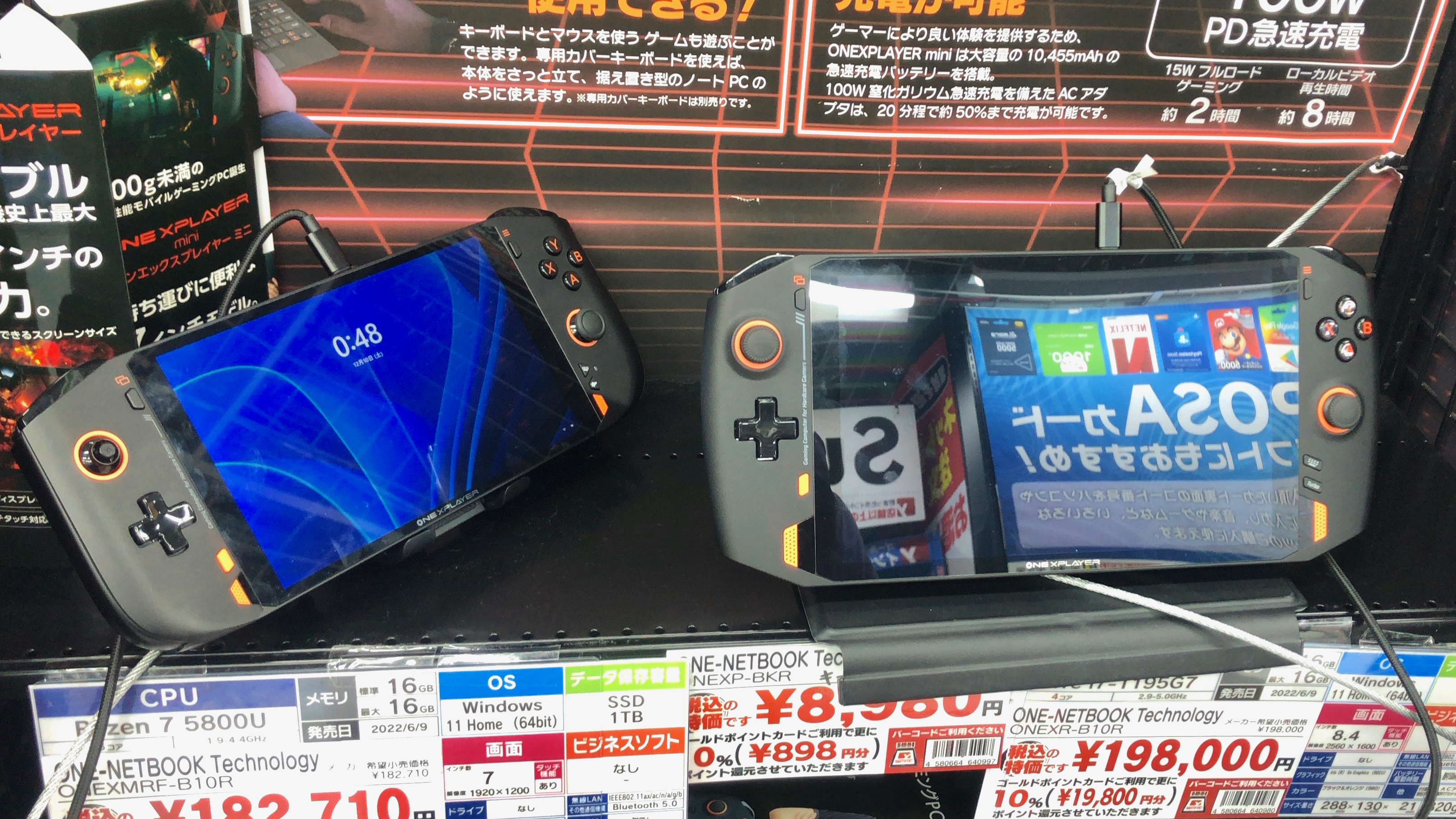
Les consoles OneXPlayer Mini et S1

Les OneXPlayer sont des consoles de jeu vidéo hybride produite par la société chinoise One Netbook, la OneXPlayer S1 sortie en mai 2021 et la OneXPlayer 2 sortie en mars 2023 ont toutes deux des écrans LCD de 8,4 pouces.

Des modèles plus compacts et plus légers sont également proposés, les OneXPlayer Mini et Mini Pro avec des écrans LCD de 7 pouces. Ils fonctionnent sous Windows, peuvent servir d'ordinateur nomade ultra compact et peuvent également être connectés à un écran externe.

## Consoles portables

### Playdate

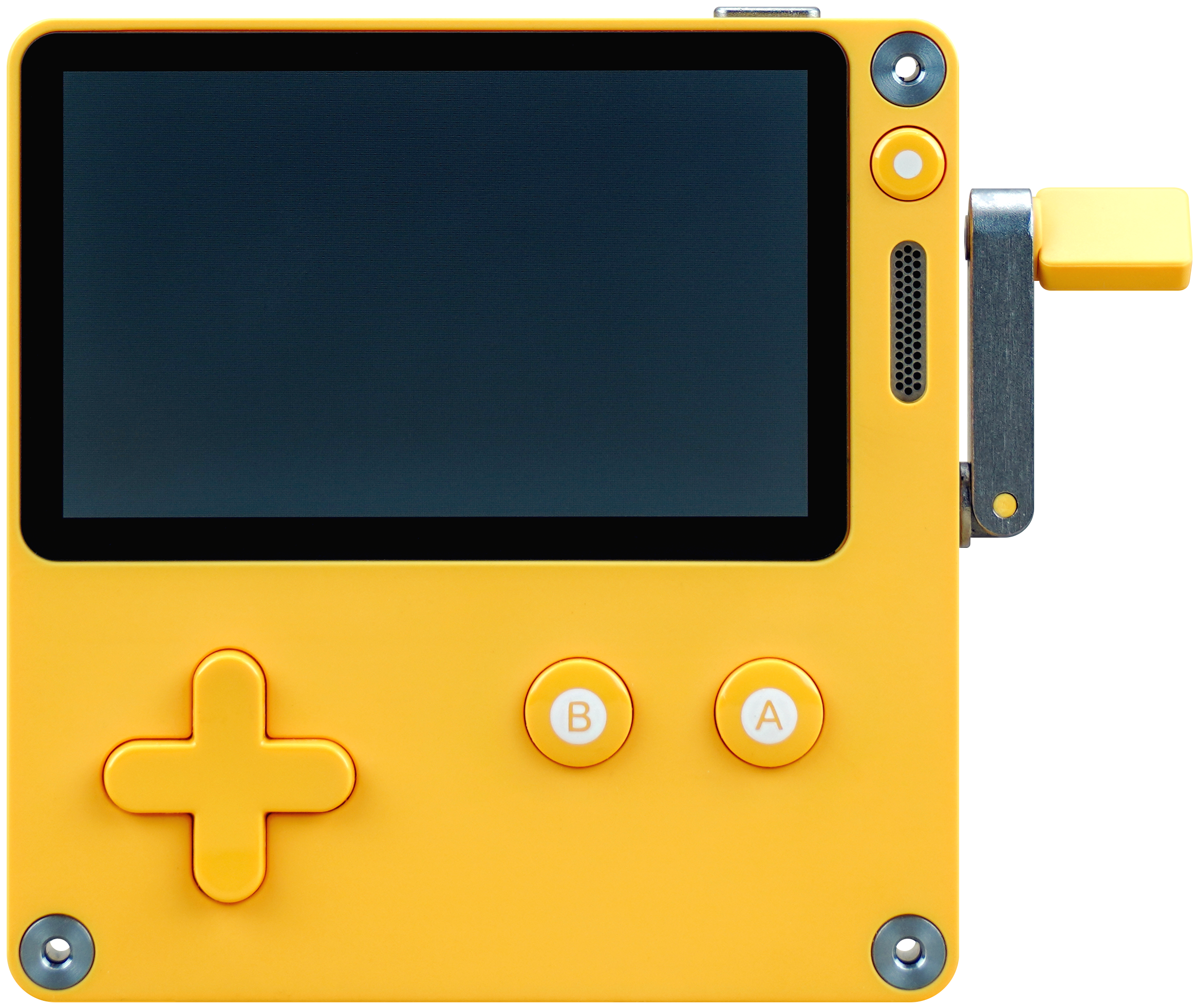
La console Playdate

La Playdate est une console à manivelle portable conçue par Panic et sortie en 2021. Elle se présente sous la forme d'un petit carré jaune de plastique compact, avec des dimensions restreintes puisqu’elle mesure 74 x 76 x 9 mm. Il s’agit donc d’une console purement nomade, qu’il est particulièrement aisé de transporter partout avec son poids contenu (moins de 100g).
La machine offre un écran minimaliste de 2.7 pouces monochrome (noir & blanc) d’excellente qualité. Malgré sa surface restreinte, les contrastes sont prononcés. La dalle LCD possède une résolution minimaliste de 400 x 200. Construite dans un plastique épais de bonne qualité (la console est rigide), la Playdate laisse apparaître 3 grosses vis polies sur sa façade, le bouton Menu, une petite grille avec le hautparleur, un D-Pad digne d’une grosse manette, et les boutons A et B.

### Analogue Pocket
L'Analogue Pocket est une console portable, conçue et fabriquée par Analogue basée sur une architecture de type FPGA. La console est sortie le 13 décembre 2021 bien qu'elle soit retardée à trois reprises depuis le premier communiqué de presse à cause des pénuries mondiales de composants électroniques, dues à la pandémie de COVID-19. Elle est conçue pour jouer à des jeux de consoles portable de jeux vidéo de quatrième génération et de générations antérieures à partir des cartouches d'origine, soit  plus de 2 780 jeux sortis sur Game Boy, Game Boy Color et Game Boy Advance entre 1989 et 2008. La ludothèque de la console comprend la compatibilité avec plus de 2 780 jeux sortis sur Game Boy, Game Boy Color et Game Boy Advance entre 1989 et 2008.

## Comparaisons
| Fabricant                              | Sony | Sony | Microsoft | Microsoft | Nintendo |
| Console                                | PlayStation 5 Édition numérique | PlayStation 5 | Xbox Series S | Xbox Series X | Nintendo Switch 2                                                                                            |
| -------------------------------------- | --- | --- | --- | --- | --- |
| Console                                | centrer | centrer | centrer | centrer | |
| Prix au lancement (USD)                | 399,90 $ (ou 399,90 €) | 499,90 $ (ou 499,90 €) | 299,99 $ (ou 299,99 €) | 499,99 $ (ou 499,99 €) | 449,99 $ (ou 469,99 €)                                                                                       |
| Dates d'annonce                        | 8 octobre 2019 | 8 octobre 2019 | 8 juin 2019 | 8 juin 2019 | 16 janvier 2025                                                                                              |
| Dates de sortie                        | AUS/JAP : 12 novembre 2020 KOR/AN : 12 novembre 2020 NZL/SGP : 12 novembre 2020 INT : 19 novembre 2020 IND : 22 janvier 2021 INA : 2 février 2021 CHN : 15 mai 2021              | AUS/JAP : 12 novembre 2020 KOR/AN : 12 novembre 2020 NZL/SGP : 12 novembre 2020 INT : 19 novembre 2020 IND : 22 janvier 2021 INA : 2 février 2021 CHN : 15 mai 2021              | INT : 10 novembre 2020 CHN : 10 juin 2021                                                                                       | INT : 10 novembre 2020 CHN : 10 juin 2021                                                                                       | INT : 5 juin 2025                                                                                            |
| Support jeux                           | Distribution numérique | Blu-ray Ultra HD, Distribution numérique | Distribution numérique | Blu-ray Ultra HD, Distribution numérique                                                                                        | Cartouche de jeu vidéo, Distribution numérique                                                               |
| Microprocesseur                        | 8 cœurs AMD utilisant la microarchitecture Zen 2, gravé en 7nm et cadencé à 3,5 GHz avec la technologie SMT (fréquence variable)                                                 | 8 cœurs AMD utilisant la microarchitecture Zen 2, gravé en 7nm et cadencé à 3,5 GHz avec la technologie SMT (fréquence variable)                                                 | 8 cœurs AMD utilisant la microarchitecture Zen 2, gravé en 7nm et cadencé à 3,8 GHz sans la technologie SMT ou 3,6 GHz avec SMT | 8 cœurs AMD utilisant la microarchitecture Zen 2, gravé en 7nm et cadencé à 3,8 GHz sans la technologie SMT ou 3,6 GHz avec SMT | ARM Cortex-A78C 8 cœurs @ 998 MHz (mode dock), 1 101 MHz (mode portable)                                     |
| Processeur graphique                   | Architecture RDNA 2, 36 CUs cadencés à 2,23 GHz (fréquence variable). Ray-tracing matériel supporté.                                                                             | Architecture RDNA 2, 36 CUs cadencés à 2,23 GHz (fréquence variable). Ray-tracing matériel supporté.                                                                             | Architecture RDNA 2, 20 CUs cadencés à 1,565 GHz. Ray-tracing matériel supporté.                                                | Architecture RDNA 2, 52 CUs cadencés à 1,825 GHz. Ray-tracing matériel supporté.                                                | NVIDIA Ampere 1 536 cœurs CUDA 8.8                                                                           |
| Indice de performance                  | 10,28 TFLOPs[réf. nécessaire] | 10,28 TFLOPs[réf. nécessaire] | 4 TFLOPS | 12,15 TFLOPs | Mode dock : 3,09 TFLOPS Mode portable : 1,72 TFLOPS                                                          |
| Mémoire vive et bande-passante mémoire | 16 Go GDDR6 à 448 Go/s | 16 Go GDDR6 à 448 Go/s | 10 Go GDDR6 Comprenant : 8 Go à 224 Go/s et 2 Go à 56 Go/s                                                                      | 16 Go GDDR6 Comprenant : 10 Go à 560 Go/s et 6 Go à 336 Go/s                                                                    | 12 Go LPDDR5X 128-bit @ 6 400 MHz (mode dock), 4 266 MHz (mode portable)                                     |
| Audio                                  | Puce dédiée Tempest 3D Audio | Puce dédiée Tempest 3D Audio | Puce dédiée | Puce dédiée | Mode portable : Linear PCM 2.0 ch stereo speakers, 3D audio. Mode dock : Linear PCM 5.1 ch, 3D audio effects |
| Stockage interne                       | SSD NVMe PCIe 4.0 de 825 Go | SSD NVMe PCIe 4.0 de 825 Go | SSD NVMe PCIe 4.0 de 512 Go | SSD NVMe PCIe 4.0 de 1 To | 256 Go UFS 3.1 de mémoire interne                                                                            |
| Stockage supplémentaire                | Port M.2 pour SSD NVMe compatible | Port M.2 pour SSD NVMe compatible | Carte mémoire propriétaire de 1 To                                                                                              | Carte mémoire propriétaire de 1 To                                                                                              | Aucun |
| Stockage externe                       | Via USB | Via USB | Via USB | Via USB | Carte microSD express (jusqu'à 2 To)                                                                         |
| Opérations d'entrée / sortie           | 5,5 Go/s (brut), 9 Go/s (compressé) 17,38 Go/s (Extra compression grâce à l'utilisation de la technologie Oodle Texture, qui agira précisément sur la compression des textures.) | 5,5 Go/s (brut), 9 Go/s (compressé) 17,38 Go/s (Extra compression grâce à l'utilisation de la technologie Oodle Texture, qui agira précisément sur la compression des textures.) | 2,4 Go/s (brut), 4,8 Go/s (compressé)                                                                                           | 2,4 Go/s (brut), 4,8 Go/s (compressé)                                                                                           | |
| Lecteur optique                        | Aucun | Lecteur Blu-ray Ultra HD | Aucun | Lecteur Blu-ray Ultra HD | Aucun |
| Sortie vidéo                           | HDMI 2.1 compatible VRR | HDMI 2.1 compatible VRR | HDMI 2.1 compatible VRR | HDMI 2.1 compatible VRR | |